# Саффе
Саффе́ (фр. Saffais) — коммуна во французском департаменте Мёрт и Мозель, региона Лотарингия. Относится к  кантону Сен-Николя-де-Пор.

## География

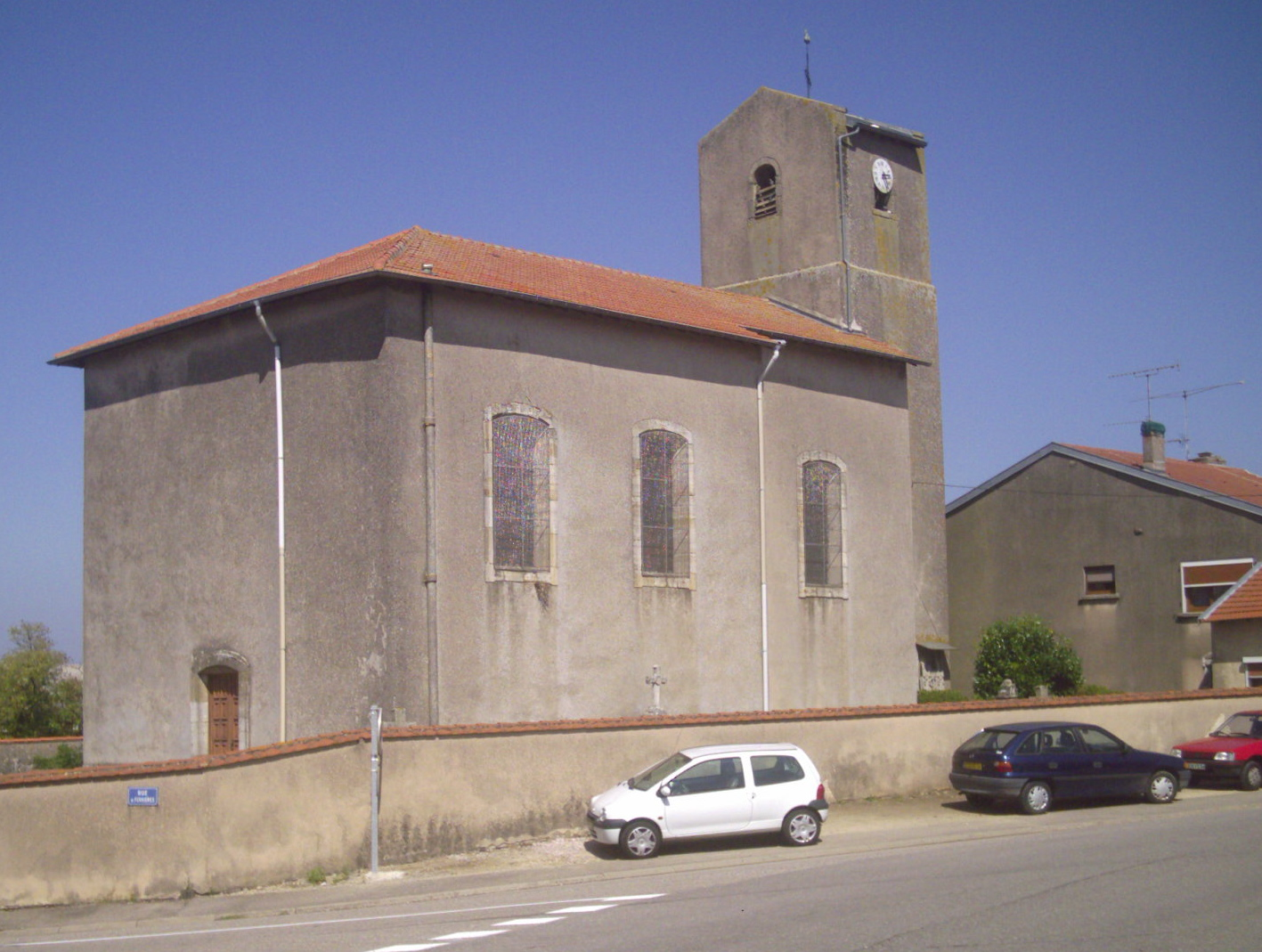
Церковь в Саффе.

Саффе расположен в 18 км к юго-востоку от Нанси. Соседние коммуны: Виньёль и Барбонвиль на востоке, Оссонвиль на юге, Феррьер на западе.

## Демография
Население коммуны на 2010 год составляло 128 человек.
| 1962 | 1968 | 1975 | 1982 | 1990 | 1999 | 2010 |
| ---- | ---- | ---- | ---- | ---- | ---- | ---- |
| 62   | 60   | 53   | 71   | 82   | 95   | 128  |